# Zeitschrift für psychische Aerzte

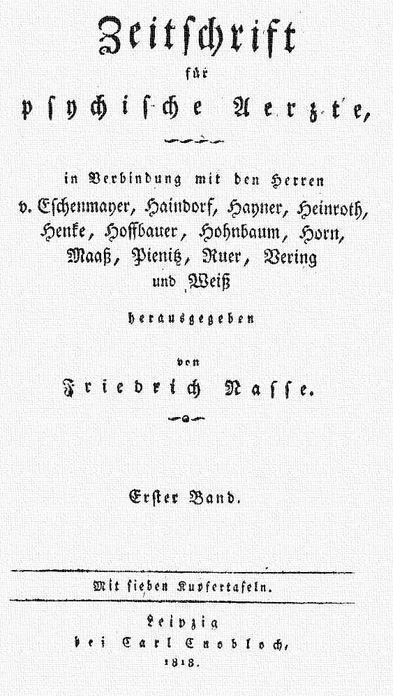
Deckblatt der ersten Ausgabe

Die Zeitschrift für psychische Aerzte war eine psychiatrische Fachzeitschrift, die in fünf Jahrgängen von 1818 bis 1822 von Friedrich Nasse herausgegeben wurde. Zu den Autoren zählten unter anderem Claude-Louis Berthollet, Friedrich Groos, Alexander Haindorf, Christian August Fürchtegott Hayner, Johann Christian August Heinroth, Friedrich Nasse, Ernst Gottlob Pienitz, Eduard Percival, Richard Powell, Kurt Sprengel, Friedrich Schiller. Nachfolger der Zeitschrift waren die Jahrbücher für Anthropologie. Ab 1844 erschien die Allgemeine Zeitschrift für Psychiatrie.

## Inhalte
Die Beiträge sind thematisch breit gefächert und geben einen Einblick in Interessenschwerpunkte und Auffassungsweisen der Psychiatrie und Psychosomatik zu Beginn des 19. Jahrhunderts, ohne dass diese Einteilung damals bereits üblich gewesen wäre. Die Aufsätze beschäftigen sich mit der damaligen Benennung und Einteilung psychischer Erkrankungen, diskutieren mögliche Zusammenhängen zwischen psychischen und körperlichen Störungen sowie Zusammenhänge zwischen psychischen Störung und Kriminalität. 
Zu den einzelnen Themen gehören z. B. Suchterkrankungen, psychische Störungen durch toxische Einflüsse (Quecksilber, narkotische Pflanzen), Fragen der Psychosomatik (z. B. Hypochondrie, psychischen Lähmungen) wie affektiven Störungen (Manie und Melancholie) behandelt. Es werden Fragen der Unterbringung von Menschen mit psychischen Störungen diskutiert. Einige Aufsätze bieten Fallberichte oder stellen bestimmte Behandlungsmethoden vor. Zum einen werden Themen der Religion, der Musik, der Beobachtungen bei Tieren gestreift, zum anderen auch philosophische Aspekte. So findet sich auch eine Abhandlung von Friedrich Schiller zum Zusammenhang zwischen der „thierischen Natur des Menschen mit seiner geistigen“ aus dem Jahr 1811 neu herausgegeben.

## Rezeption
Die Zeitschrift wird von Ulrike Wunderlich im Rahmen des DFG-Projekts „Romantische Anthropologie“ an der Fernuniversität Hagen untersucht. Sie ist vollständig, kostenlos bei Google Books erhältlich.